# Zendium
Zendium is een merk tandpasta dat verkocht wordt in Nederland, België, Frankrijk, Duitsland en Scandinavië.

## Geschiedenis
Zendium werd in 1976 geïntroduceerd in Nederland. De formule is gebaseerd op onderzoek naar enzymen door Henk Hoogendoorn van AkzoNobel.

## Ingrediënten
De actieve ingrediënten in Zendium Classic zijn:
- Enzymen: amyloglucosidase, glucosidase en lactoperoxidase
- Natriumfluoride
- Colostrum
- Schuurmiddel: gehydrateerde silica
- Surfactant: steareth-30

In tegenstelling tot vele soorten tandpasta bevatten Zendium-producten niet het schuimmiddel natriumlaurylethersulfaat. Het gebrek aan SLS beschermt de slijmvliezen en hiervan wordt gedacht dat het het risico op aften (zweertjes in de mond) vermindert.
Omdat Zendium geen SLS of andere schuimmiddelen bevat kan het samen gebruikt worden met chloorhexidine.